# Carlo Squeri
Carlo Squeri (Bedonia, 20 giugno 1923 – San Donato Milanese, 27 ottobre 2010) è stato un politico italiano.

## Biografia
Laureato in Giurisprudenza. Durante la seconda guerra mondiale prese parte alla Resistenza come partigiano cattolico. Braccato dai tedeschi durante il rastrellamento della primavera del 1944, venne salvato da una ragazza allora sedicenne, Elena, che finita la guerra divenne sua moglie. Chiamato da Enrico Mattei quale suo diretto collaboratore, lasciò Bedonia e nel 1960 Carlo si trasferì con Elena e i loro sette figli a San Donato Milanese, sede dell'Eni; l'anno successivo venne alla luce l'ottavo figlio, Luca. Fu dirigente dell'Agip.
Impegnato anche in politica nella Democrazia Cristiana, Carlo Squeri ricoprì per due mandati il ruolo di sindaco della città di San Donato Milanese dal 1970 al 1975 e dal 1980 al 1984. In mezzo a essi fu deputato della Democrazia Cristiana nella VII Legislatura (1976-1979).
Morì all'età di 87 anni nell'ottobre 2010.